# Halle Bailey
Halle Lynn Bailey, född 27 mars 2000 i Atlanta, är en amerikansk sångerska, låtskrivare och skådespelare.
Hon slog igenom med R&B-gruppen Chloe x Halle tillsammans med syster Chlöe Bailey som sedan 2018 nominerats till fem Grammy Awards.
Hennes stora genombrott som skådespelare kom i och med hennes roll som Skyler Forster TV-serien Grown-ish som började sändas 2018. 2023 spelade hon huvudkaraktären Ariel i Disneyfilmen Den lilla sjöjungfrun och hon hade samma år rollen som Nettie (som ung) i filmen Purpurfärgen.
I januari 2024 fick hon en son, Halo.

## Filmografi (i urval)
- 2006 – Last Holiday
- 2018–2022 – Grown-ish (TV-serie)
- 2023 – Den lilla sjöjungfrun
- 2023 – Purpurfärgen